# Eisenbahnunfall von Ludhiana (1907)
Bei dem Eisenbahnunfall von Ludhiana kollidierten zwei Züge am 25. Dezember 1907 nach dem Fehler eines Fahrdienstleiters bei Ludhiana, Punjab, Britisch-Indien.

## Unfallhergang
Die Eisenbahnstrecke der North Western State Railway zwischen Ludhiana und Ladhowal war eingleisig. Der Fahrdienstleiter in Ladhowal erteilte versehentlich seinem Kollegen in Ludhiana die Freigabe, einen Zug in die Strecke zu lassen, und gestattete gleichzeitig einem Zug von seiner Seite in die Strecke einzufahren. Die Züge stießen in einer Kurve auf einem etwa 5 Meter hohen Damm zusammen.

## Folgen
21 Menschen starben, acht wurden darüber hinaus verletzt.